# Dark Force
Dark Force ist das erste rein deutschsprachige Sammelkartenspiel. Es erschien 1994 bei Schmidt Spiele und basiert auf dem bekannten deutschen Rollenspielsystem „Das Schwarze Auge“ (DSA). Werner Fuchs war der Projektleiter bei der Entwicklung.
Die beiden Spieler schlüpfen in die Rolle zweier rivalisierender Fürsten, die mittels Armeen, Kreaturen, Helden, Magie, und göttlichem Eingreifen um die Herrschaft ringen. Hierzu stellt sich jeder Spieler einen bestimmten Kartenstapel (so genanntes Deck) zusammen.
Die Produktion wurde 1997 nach dem Konkurs von Schmidt Spiele eingestellt. Es gibt insgesamt 495 verschiedene Karten aus 11 verschiedenen Kategorien. Die Karten weisen verschiedene Seltenheitsgrade auf:
- A: Sehr häufig (eine große Anzahl in jedem Pack)
- B: Häufig      (eine mittlere Anzahl in jedem Pack)
- C: Selten      (eine geringe Anzahl in jedem Pack)
- D: Sehr selten (maximal eine Karte pro Pack)

In der Praxis konnte man zum Teil auch innerhalb einer Kategorie deutliche Unterschiede in der Seltenheit ausmachen, insbesondere bei den Kategorien B und C. So waren manche B-Karten ziemlich selten, während man gewisse C-Karten noch relativ häufig fand. Einige C-Karten waren dagegen so selten, dass man sie in der Sammel-Praxis ohne weiteres der Kategorie D hätte zuordnen können. 

## Die erste Edition (Karten 001–297)
1994 erschien die erste Edition, die aus zwei verschiedenen Packs bestand: Das so genannte Master Pack umfasste 60 Karten und eine Spielanleitung. Das Master Pack war als Einstiegspack gedacht, um den Spieler mit den wichtigsten Karten zu versorgen. Deshalb bestand ein guter Teil der Karten aus Geländen und Erweiterungen der Kategorie A. In regulären Master Packs befanden sich nur Karten der Seltenheit A, B und C. In den Master Packs, welche aus der Konkursmasse von Schmidt Spiele stammten, konnte man allerdings durchaus Schätze wie mehrere D-Karten oder Promo-Karten finden.
Das andere Pack der ersten Edition war das so genannte Power Pack. Genau wie das Master Pack war es von dunkelblauer Farbe. Im Gegensatz zum Master Pack, welches in Form einer Pappschachtel daherkam, bestand das Power Pack aus Folie. Es enthielt je 16 Karten. In diesen Packs, die als Ergänzung zum Master Pack konzipiert waren, kamen Karten aller Kategorien vor. Die Wahrscheinlichkeit, eine der 12 D-Karten der ersten Edition in einem Pack zu finden, war sehr gering. Eine Garantie auf mindestens eine D-Karte pro Pack, wie etwa bei Magic: The Gathering, gab es nicht (Kritiker sehen hier eine der vielen Ursachen für das Scheitern von Dark Force). Es konnte in der Praxis vorkommen, dass in 10–20 Powerpacks nicht eine D-Karte zu finden war. Dementsprechend wertvoll galten die Karten, wenn man eine ergattern konnte.

### Auflagen
Die erste Edition wurde in zwei Auflagen gedruckt. Die Karten der beiden Auflagen sind nicht völlig identisch: Steht in der linken unteren Ecke der Karte die Kartennummer vor dem Namen des Grafikers, so handelt es sich um eine Karte der ersten Auflage. Steht dagegen die Nummer hinter dem Namen, so hat man eine Karte der zweiten Auflage vor sich.
Die zweite Auflage gilt unter Sammlern als weniger hochwertig, denn man kann bei genauem Hinsehen ein „störendes Muster“ erkennen, das auf den Karten liegt. Aus diesem Grund gelten insbesondere D-Karten der ersten Auflage als besonders wertvoll.

## Die zweite Edition (Karten 298–369)
Die zweite Edition erschien 1995 in Form der so genannten Attack Packs. Diese waren ähnlich gestaltet wie die Power Packs, nur diesmal von weinroter Farbe. Die zweite Edition war als Ergänzung der ersten Edition mit spezialisierten, teilweise mächtigen Karten gedacht. Obwohl nur rund ein Viertel so umfangreich wie die erste Edition, enthält die zweite Edition mit 18 Stück mehr D-Karten als die erste Edition. Dies ist vor allem darauf zurückzuführen, dass nahezu alle Karten der Kategorie Wunder D-Karten sind. Darüber hinaus wurden mit der zweiten Edition die Persönlichkeiten im Spiel eingeführt (bzw. ausgebreitet, da schon die Promo-Karten 1994 Persönlichkeiten enthielten). Persönlichkeiten sind Karten, die nur einmal pro Spieler im Spiel sein dürfen. Dementsprechend bedienten sich die Designer bei den Persönlichkeiten auch Persönlichkeiten aus der Rollenspiel-Vorlage von DSA. So konnte man in den Attack Packs Helme Haffax, Orkfresser oder Rohezahl vom Amboss bekommen, bekannte Namen in der Rollenspielwelt von DSA. Die Attack Packs enthielten im Gegensatz zu den Power Packs nur noch 13 Karten – möglicherweise um mehr Gewinn zu erzielen.

## Die dritte Edition (Karten 370–491)
1996 brachte Schmidt Spiele schließlich die dritte und letzte Edition auf den Markt. Diese war mit über 100 Karten umfangreicher als noch die zweite, kam jedoch nicht an die fast 300 Karten der ersten Edition heran. Mit der dritten Edition wurden einige Neuerungen eingeführt. Das Kartenspiel wurde auf das Szenario Seeschlachten und Küstengebiete ausgeweitet. Passend dazu erhielten die lila-farbenen Packs dieser Edition den Namen Captain's Pack. Diese enthielten 13 Karten, sowie eine Regelerweiterung, die Seeschlachten betreffend.
Mit der dritten Edition wurde die neue Kategorie Schiffe eingeführt. Aber auch in den altbewährten Kategorien gab es neues zu entdecken, so etwa zahlreiche Ozeane und Inseln bei den Gelände-Karten und viele entsprechende Wunder, Kreaturen und Zauber, die alle auf das Thema Küste, Meer, Schifffahrt ausgerichtet sind. Auch bei der dritten Edition gab es wieder Persönlichkeiten, wobei sich natürlich unter anderem berühmte Admiräle und Freibeuter der aventurischen Meere die Ehre gaben.

## Die Promokarten (Karten H001–H004)
1994 erschienen neben dem Kartenspiel Dark Force auch die ersten Romane aus der DSA-Spielwelt. Schmidt Spiele veranstalteten zu diesem Zweck eine Werbeaktion: In einigen der frühen Romane gab es Gutscheine, die man an die Firma schicken konnte. Daraufhin bekam man eine spezielle Sonderkarte aus dem Kartenspiel Dark Force zugeschickt. Diese Karten tragen die Namen der ersten vier Romane:
- H001: Der Scharlatan
- H002: Tuan, der Wanderer
- H003: Thalionmels Opfer
- H004: Zeit der Gräber

Die Promo-Karten waren – obwohl im regulären Spiel einsetzbar – in keinem der Packs zu finden, die regulär auf dem Markt waren. Dennoch gelten sie unter Sammlern nicht als wertvoller als „normale“ D-Karten.
Anmerkung: Es gibt zumindest einen extrem seltenen Fall, in dem ein Master Pack, das am 20. Oktober 2006 gekauft worden ist, alle 4 Promokarten enthielt.

## Gestaltung der Karten
Alle Karten sind anhand ihrer Farbgebung sofort einer bestimmten Kategorie und einer bestimmten Edition zuzuordnen. Der Rand jeder Karte weist je nach Kategorie eine bestimmte Farbe auf (wobei sich zum Teil mehrere Kategorien eine Farbe teilen):
- Gelände, Erweiterungen: Braun
- Zauber, Zauberkreaturen: Rot
- Armeen, Helden, Kreaturen: Grün
- Gegenstände, Ereignisse: Blau
- Wunder: Lila
- Schiffe: Gelb

Darüber hinaus kann man die Edition einer Karte an der Hintergrundfarbe des Textfeldes erkennen:
- Erste  Edition: Beige
- Zweite Edition: Orange
- Dritte Edition: Hellblau
- Promo  Edition: Lila

## Belege
1. ↑  Credits von Dark Force bei darkforceweb.de